# Clot del Tinyola

El Clot del Tinyola, respecte del terme d'Abella de la Conca

El Clot del Tinyola és una vall molt marcada -clot- del terme municipal d'Abella de la Conca, a la comarca del Pallars Jussà, dins del territori del poble de Bóixols.
Està situat al nord-est de Bóixols, a prop del límit del terme, i comarcal, limítrof amb l'Alt Urgell (antic terme de Montanissell i actual de Coll de Nargó).
És just a llevant de Cal Tinyola i a ponent de Cal Cerdà, i hi discorre el barranc de Cal Cerdà. Té continuïtat al nord en un altre clot: el Clot del Vicent.

## Etimologia
Es tracta d'un topònim romànic modern, de caràcter descriptiu: es tracta d'un clot les terres del qual pertanyien a un propietari de malnom o apel·latiu Tinyola, de tinya, malaltia de la pell en part causada per la manca d'higiene.